# Castellón (prowincja)
Castellón – jedna z 50 hiszpańskich prowincji, część wspólnoty autonomicznej Walencja. Stolicą prowincji jest Castellón de la Plana (167 455 mieszkańców). 
Leży na wschodzie półwyspu Iberyjskiego, nad Morzem Śródziemnym. Graniczy z prowincją Tarragona na północy, prowincją Teruel na zachodzie i prowincją Walencja na południu.
Ze względu na dwujęzyczność wspólnoty autonomicznej Walencji, prowincja ma dwie oficjalne nazwy:
- Castellón – po kastylijsku
- Castelló – po walencku